# Unidades de Protección Popular
Las Unidades de Protección Popular (YPG) (en kurdo: Yekîneyên Parastina Gel; en árabe: وحدات حماية الشعب‎, también llamadas Unidades de Protección del Pueblo, es un grupo militante principalmente kurdo en Siria y el componente principal de las Fuerzas Democráticas Sirias (SDF), fuerzas armadas de la Administración Autónoma del Norte y Este de Siria. YPG proporciona actualizaciones sobre sus actividades a través del  canal Telegram de la Oficina de Prensa de YPG y cuentas de redes sociales.
El YPG se compone principalmente de kurdos, pero también incluye árabes y voluntarios extranjeros; está estrechamente aliado con el Consejo militar sirio, una milicia del pueblo asirio. El YPG se formó en 2011. Se expandió rápidamente en la guerra civil siria y llegó a predominar sobre otros grupos kurdos sirios armados. Una milicia hermana, las Unidades Femeninas de Protección (YPJ), lucha junto a ellas. El YPG está activo en la Administración Autónoma del Norte y Este de Siria (Rojava), particularmente en sus regiones kurdas.
A principios de 2015, el grupo obtuvo una gran victoria sobre el llamado Estado Islámico (IS) durante el asedio de Kobane, donde las YPG comenzaron a recibir apoyo aéreo y terrestre de los Estados Unidos y otros Fuerza de Tarea Conjunta Combinada - Operación Resolución Inherente militares. Desde entonces, las YPG han luchado principalmente contra el EI y, en ocasiones, han luchado contra otros grupos rebeldes sirios y las Fuerzas Armadas Turcas.
A fines de 2015, las YPG se convirtieron en parte de las SDF, un grupo paraguas destinado a incorporar mejor a los árabes y minorías en el esfuerzo bélico. En 2016–2017, la campaña de Raqqa de las SDF condujo a la liberación de la ciudad de Raqqa, la capital de facto del Estado Islámico. Varias fuentes occidentales han descrito a las YPG como la fuerza "más efectiva" en la lucha contra el Estado Islámico en Siria. El supuesto apoyo de Suecia y Finlandia al YPG, es uno de los puntos que causaron que Turquía se opusiera a la oferta de acceso a la OTAN de Suecia y Finlandia.

Según Turquía, y Catar el YPG es una organización terrorista, estrechamente asociado con el Partido de los Trabajadores del Kurdistán (PKK), que figura como una organización terrorista. La bandera de las YPG también es un símbolo prohibido en Alemania según Strafgesetzbuch section 86a, aunque la organización en sí no está reconocida como terrorista.
La clasificación de terrorismo turca no es compartida por organismos internacionales clave en la lucha contra el Estado Islámico en la que participa el YPG. Debido a esta opinión turca, el Comandante de Operaciones Especiales del Ejército de los EE. UU. General Raymond Thomas sugirió que las YPG cambiaran su nombre, después de lo cual el nombre del Fuerzas Democráticas Sirias (SDF).
Una fuerza de infantería ligera, el YPG tiene equipo militar limitado y pocos vehículos blindados.  Según la Agencia Anadolu, administrada por el estado turco, la El ejército de EE. UU. proporcionó 715 millones de dólares estadounidenses en ayuda para armas y equipos al partido político Partido de la Unión Democrática (PYD) y YPG. Entre el armamento pesado provisto se encuentran BGM-71 TOW misiles antitanque estadounidenses.

## Historia
Según una entrevista con un miembro del mando central de las YPG, el grupo fue fundado poco después de los enfrentamientos en Qamishli de 2004, cuando un grupo de jóvenes kurdos decidieron crear una milicia para poder defenderse más eficientemente. Sin embargo, no se dieron a conocer hasta el inicio de la guerra civil siria en 2011.
Tras el Acuerdo de Arbil por el Partido de la Unión Democrática (PYD) y el Comité Supremo Kurdo (KNC), las YPG quedaron bajo el mando del KNC, aunque en realidad sigue siendo casi exclusivamente el brazo armado del PYD.
Las YPG son responsables de mantener el orden y proteger las vidas de los habitantes de localidades kurdas.

### Establecimiento
Los comités de autodefensa que se convertirían en las YPG se formaron en julio y agosto de 2011 como Unidades de Autoprotección (YXG). 

Los partidos políticos kurdos clandestinos existentes, el Partido de la Unión Democrática (Siria) (PYD) y el Consejo Nacional Kurdo (KNC), se unieron para formar el [[Kurdo] Comité Supremo]] (KSC) y estableció la milicia de las Unidades de Protección Popular (YPG) para defender las zonas habitadas por kurdos en el norte de Siria, es decir, Kurdistán sirio y el enclave kurdo de Sheikh Maqsood en Alepo. Originalmente una fuerza totalmente kurda, las YPG comenzaron a reclutar árabes al menos desde 2012.

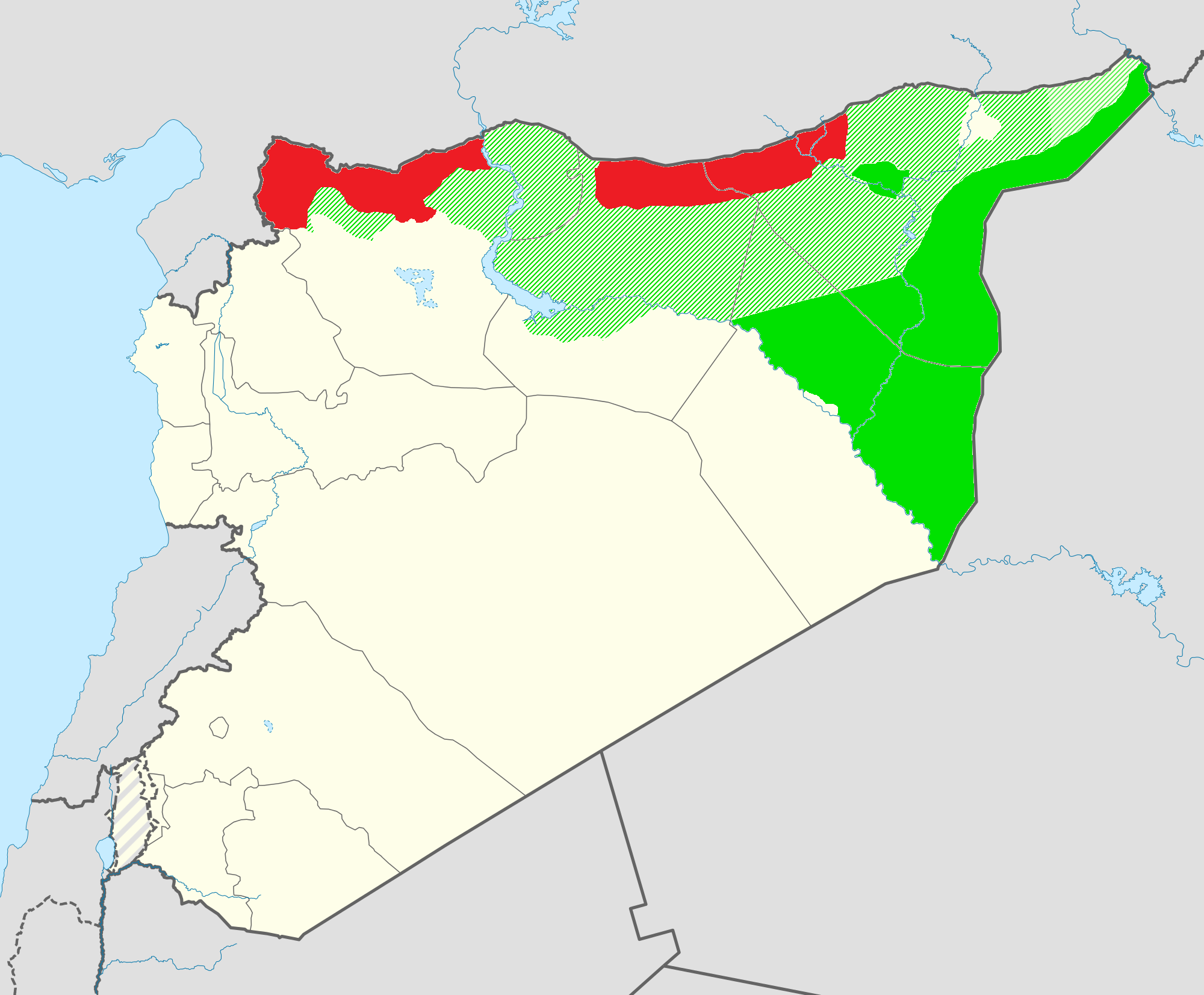

## Control en áreas kurdas
A finales de junio de 2012, las Unidades de Protección Popular expulsaron a las fuerzas gubernamentales de la ciudad de Kobanê (Ayn al-Arab) y capturaron Amuda y Efrîn.
A fecha de diciembre de 2012, las YPG estaban compuestas de ocho brigadas. Algunas de estas brigadas operaban en Efrin, Qamishli, Kobane y Sere Kanye.

### Finales de 2012: Inicio de ataques islamistas
Inicialmente, las YPG no adoptaron una postura ofensiva en la guerra civil siria. Con el objetivo principalmente de defender áreas de mayoría kurda, evitó enfrentarse a las fuerzas del gobierno sirio, que todavía controlaban varios enclaves en territorio kurdo. Las YPG cambiaron esta política cuando Ras al-Ayn fue tomada por el Frente al-Nusra afiliado a al-Qaeda. Al principio, las YPG conquistaron las áreas circundantes controladas por el gobierno: al-Darbasiyah (kurdo: Dirbêsî), Tel Tamer y al-Malikiyah (kurdo: Dêrika Hemko). La posterior Batalla de Ras al-Ayn comenzó en serio cuando el 19 de noviembre de 2012, el Frente al-Nusra y un segundo afiliado de al-Qaeda, Ghuraba al-Sham, atacaron posiciones kurdas en la ciudad. La batalla terminó con una victoria de las YPG en julio de 2013.
Si bien muchos grupos rebeldes se enfrentaron con las YPG, los grupos jihadistas y salafistas fueron los que lo hicieron con mayor frecuencia. Las YPG demostraron ser la única milicia kurda capaz de resistir eficazmente a los fundamentalistas. Si bien las YPG protegieron a las comunidades kurdas, pudieron obtener un precio: impidieron el surgimiento de nuevas milicias rivales y obligaron a las existentes a cooperar o unirse a las fuerzas de las YPG en sus términos. De esta manera los ataques islamistas permitieron unir a varios grupos de kurdos bajo el estandarte del YPG para que se convierta en el ejército de facto de los kurdos sirios.

### 2013: control kurdo de al-Yaarubiyah/Til Koçer
En octubre de 2013, combatientes de las YPG tomaron el control de al-Yaarubiyah (Til Koçer) tras intensos enfrentamientos con el EI. Los enfrentamientos duraron unos tres días, y la puerta fronteriza de Til Koçer con Irak fue tomada en una gran ofensiva lanzada la noche del 24 de octubre. El líder del PYD Salih Muslim dijo a Stêrk TV que este éxito creó una alternativa contra los esfuerzos por mantener el territorio bajo embargo, refiriéndose al hecho de que los otros cruces fronterizos con Irak conducían a áreas controladas por el Gobierno Regional del Kurdistán, mientras que al-Yaarubiyah conducía a áreas controladas por el gobierno central iraquí.

### 2014: Lucha contra el estado Islámico

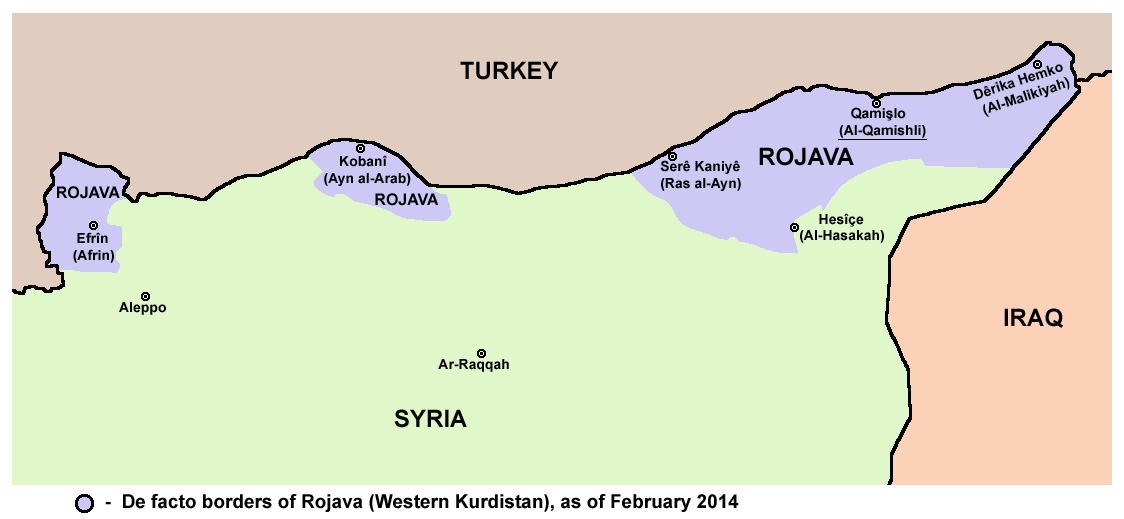
Territorio controlado por el YPG, febrero de 2014

A partir de 2013 surgió conflicto entre las YPG y los islamistas, tras expulsar a un grupo de yihadistas del pueblo fronterizo de Ras al-Ayn.
En 2014, el Consejo Militar Siriaco, un grupo de unidades asirias, se integró formalmente en la estructura de mando de las YPG. El conflicto entre rebeldes durante la guerra civil siria condujo a una guerra abierta entre el Ejército Sirio Libre y el EI en enero de 2014. Las YPG colaboraron con los grupos de las FSA para luchar contra el EI en la provincia de Raqqa; el grupo también formó una sala de operaciones con múltiples Facciones de la FSA, llamadas Euphrates Volcano. Sin embargo, el resultado general de esta campaña fue un avance masivo de IS, que efectivamente separó la parte oriental de Rojava de la fuerza principal de los rebeldes del ELS. El IS siguió su éxito atacando a las YPG y las FSA en el cantón de Kobanî en marzo y luchando hasta las puertas de la ciudad de Kobanî en septiembre. El asedio real de Kobanî coincidió aproximadamente con una escalada en la intervención dirigida por Estados Unidos en Siria. Esta intervención había comenzado ayudando a la FSA contra el gobierno, pero cuando la FSA estaba siendo derrotada por el EI en el este de Siria, se intensificó hasta bombardear al EI en territorio sirio.
Con el mundo temiendo otra masacre en Kobanî, el apoyo estadounidense aumentó sustancialmente. Estados Unidos brindó un intenso apoyo aéreo cercano a las YPG y, al hacerlo, inició una cooperación militar con una de las facciones. Si bien esperaba que IS aplastaría rápidamente a las YPG y las FSA, esta alianza no se consideró un problema para EE. UU. Las YPG ganaron la batalla a principios de 2015.
Mientras tanto, la situación se había mantenido estable en Afrin y Alepo. La lucha entre el FSA y el IS había llevado a una normalización de las relaciones entre el FSA y las YPG desde finales de 2013. En febrero de 2015, las YPG firmaron un acuerdo judicial con el Frente de Levante en Alepo.

### Otoño de 2015: fundación de las SDF
Las Fuerzas Democráticas Sirias se establecieron en Hasakah el 11 de octubre de 2015.  Tiene su origen en la colaboración YPG-FSA contra el Estado Islámico, que condujo previamente al establecimiento de la sala de operaciones conjuntas del grupo volcán Éufrates en 2014. Muchos de los socios son los mismos, e incluso el logotipo/bandera con el símbolo azul del Éufrates tiene rasgos comunes con el del grupo volcán Éufrates. La principal diferencia es que Euphrates Volcano se limitó a coordinar las actividades de grupos kurdos y árabes independientes, mientras que las SDF son una sola organización compuesta por kurdos, árabes y asirios.
El primer éxito de las SDF fue la captura de la estratégica ciudad étnicamente árabe de al-Hawl de manos del EI durante la ofensiva de al-Hawl en noviembre de 2015. A esto le siguió en diciembre la ofensiva de la presa de Tishrin. La presa fue capturada el 26 de diciembre. Las fuerzas participantes incluyeron el YPG, el grupo FSA Army of Revolutionaries, el grupo tribal al-Sanadid Forces y el Consejo Militar Sirio Asirio. La coalición tenía algunas armas pesadas y fue apoyada por intensos ataques aéreos encabezados por Estados Unidos.  La captura de la represa hidroeléctrica también tuvo efectos positivos en la economía de Rojava.

### 2016
En febrero, las SDF lideradas por las YPG lanzaron la ofensiva al-Shaddadi, seguida de la ofensiva de Manbij en mayo y las ofensivas de Raqqa y Alepo en noviembre. Estas operaciones extendieron el territorio controlado por SDF, generalmente a expensas de IS.
El 7 de abril de 2016, el barrio kurdo de Sheikh Maqsood en Alepo fue bombardeado con morteros que podrían haber contenido agentes químicos (160 muertos o heridos). El portavoz de las YPG dijo que el grupo rebelde Jaysh al-Islam (Ejército del Islam), respaldado por Arabia Saudita, ha atacado el barrio kurdo de Alepo con "armas prohibidas" muchas veces desde el comienzo de la guerra.

### 2018: Operación turca contra el YPG
El 20 de enero de 2018 el gobierno de Turquía lanzó una ofensiva terrestre y aérea denominada "Operación Rama de Olivo" para despejar la región siria de Afrin tanto de la presencia de milicias kurdas, como de elementos del Estado Islámico según el comunicado oficial del Estado Mayor.

## Composición
La milicia está formada por hombres y mujeres de comunidades del Kurdistán sirio. Sus organizaciones armadas YPJ y YPG se consideran a sí mismas una milicia popular democrática, y llevan a cabo elecciones internas para elegir a sus oficiales.
Aunque predominantemente kurdo, el grupo ha atraído a un número creciente de árabes, incluyendo a combatientes desertores de la oposición antigubernamental y a lugareños de pueblos con población árabe o mixta en territorio controlado por las YPG, que ven al grupo como el mejor garante de seguridad regional e inclusión social.
Entre las filas de las YPG se encuentran también cristianos, y la milicia tiene lazos cercanos con el Sutoro y el Consejo Militar Siríaco. La milicia también se ha destacado la alta participación de combatientes mujeres.

### Combatientes extranjeros
La milicia posee un componente internacionalista que incorpora voluntarios procedentes de todas partes del mundo, con ello puede plantearse un paralelismo entre el Batallón Internacional de Liberación y las Brigadas Internacionales durante la llamada guerra civil española.
A partir de octubre de 2014 se ha documentado inicialmente el arribo de voluntarios estadounidenses que han luchado junto a la YPG, según el periodista kurdo Sinan Cudi que reseña a cuatro de ellos:
Jordan Matson sirvió como soldado de infantería en el Ejército de los Estados Unidos;
Jeremy Woodard sirvió en Irak y Afganistán; Brian Wilson, otro veterano del Ejército de los Estados Unidos, se encuentra en Ras al-Ayn,
Una mujer israelí de origen canadiense, Gill Rosenberg, viajó hacia Irak para "contribuir con el esfuerzo nacional kurdo" y luchar a lado de las fuerzas kurdas.
Dos exsoldados británicos, Jamie Read y James Hughes también se unieron a la YPG.
El actor británico Michael Enright se alistó en las filas de las YPG para luchar contra el Estado Islámico.
Al menos un ciudadando de Canadá, Brandon Glossop, veterano del Ejército canadiense, se sabe que está sirviendo con los Leones de Rojava, brigada de combatientes extranjeros en favor de la causa kurda en Siria.
El 26 de febrero de 2015, la muerte del primer voluntario extranjero en ser abatido en combate con las YPG. Ashley Johnston, un hombre de 28 años de edad procedente de Canberra (Australia) viajó al Kurdistán sirio en octubre de 2014 y se ofreció como trabajador de ayuda humanitaria. Más tarde se decidió servir como un luchador de primera línea con el YPG.
Francotiradores españoles: han llegado ciudadanos españoles para hacer frente a Estado Islámico, se destacan entre ellos los francotiradores de esa nacionalidad que están en el bando kurdo. Su misión proteger la minoría yazadi
Otros combatientes extranjeros en minoría proceden de países del centro y sur de América como El Salvador y Brasil.

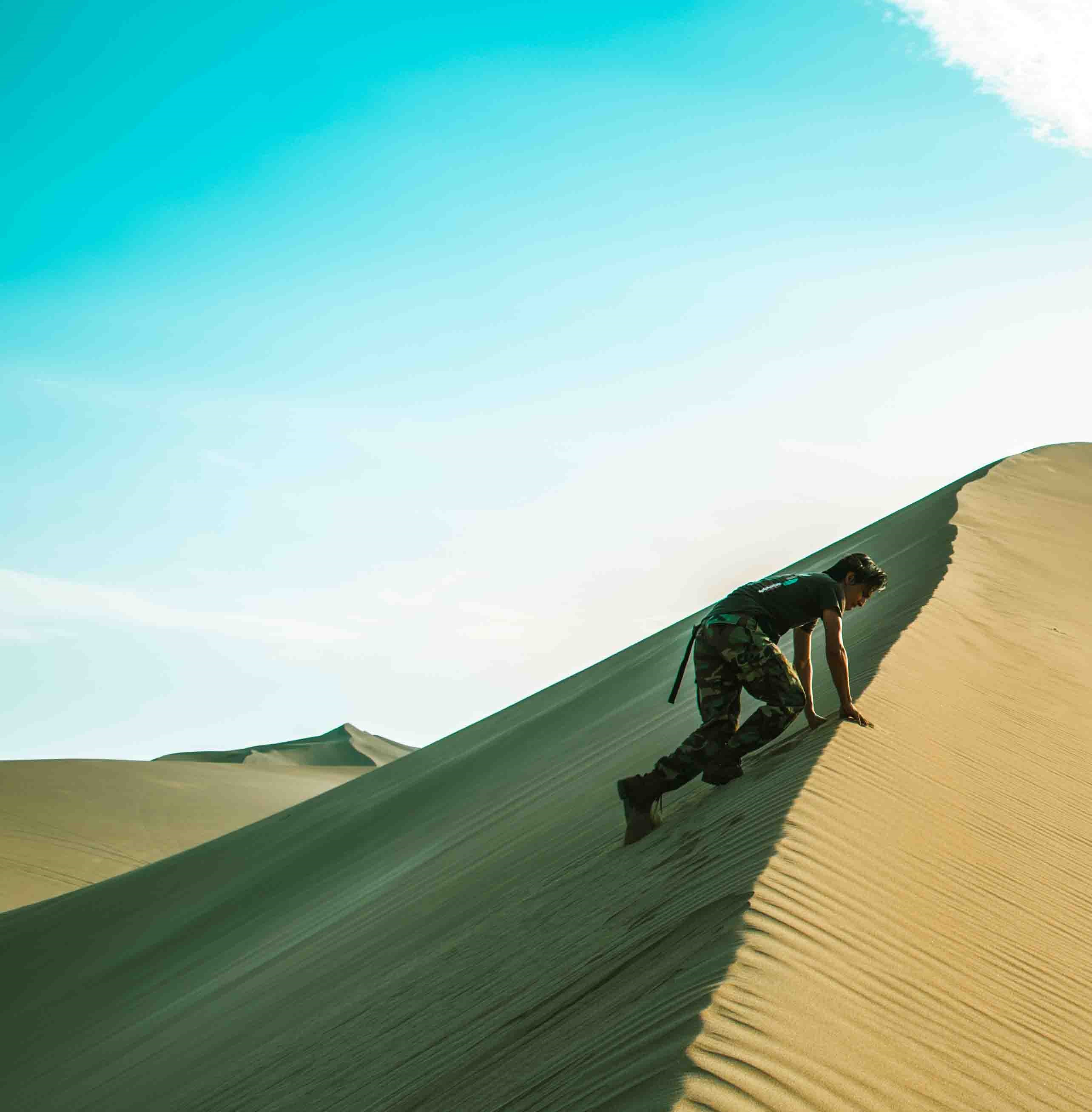
Voluntario de las YPG, detectando minas en el norte de Siria.